# Abasgadzji Magomedov
Abasgadzji Muchtarovitj Magomedov (ryska: Абасгаджи Мухтарович Магомедов), född 15 mars 1998, är en rysk brottare som tävlar i fristil.

## Karriär
I augusti 2015 tog Magomedov silver i 54 kg-klassen vid ungdoms-VM i Sarajevo efter att han förlorat finalen mot japanska Takuto Otoguro. 2018 tog han guld i 61 kg-klassen vid junior-VM i Trnava. I mars 2019 tog Magomedov guld i 61 kg-klassen vid U23-EM i Novi Sad. I oktober 2020 blev han rysk mästare i 61 kg-klassen efter att ha besegrat Ramazan Ferzaliev i finalen.
Vid VM 2021 i Oslo tog Magomedov guld i 61 kg-klassen efter att han besegrat Daton Fix i finalen.

## Tävlingar
| År   | Tävling    | Ort      | Viktklass | Placering |
| ---- | ---------- | -------- | --------- | --------- |
| 2015 | Ungdoms-VM | Sarajevo | 54 kg     | Silver    |
| 2016 | Junior-EM  | Bukarest | 55 kg     | Guld      |
| 2018 | Junior-VM  | Trnava   | 61 kg     | Guld      |
| 2019 | U23-EM     | Novi Sad | 61 kg     | Guld      |
| 2021 | EM         | Warszawa | 61 kg     | Guld      |
| 2021 | VM         | Oslo     | 61 kg     | Guld      |
| 2023 | VM         | Belgrad  | 61 kg     | Silver    |
| 2024 | EM         | Bukarest | 61 kg     | Guld      |